# Povrazník
Povrazník (allemand : Seilerdorf) , est un village de Slovaquie situé dans la région de Banská Bystrica.

## Histoire
Première mention écrite du village en 1424.

## Démographie

### Évolution de la population
| Année:               | 1994. | 2004.   | 2014.   | 2024.   |
| -------------------- | ----- | ------- | ------- | ------- |
| Nombre de personnes: | 154   | 146     | 138     | 142     |
| Différence:          |       | -5,19 % | -5,47 % | +2,89 % |

| Année:               | 2023. | 2024.   |
| -------------------- | ----- | ------- |
| Nombre de personnes: | 139   | 142     |
| Différence:          |       | +2,15 % |